# オリアンタル地方
オリアンタル地方(オリアンタルちほう、ベルベル語：ⵜⴰⴳⵎⵓⴹⴰⵏⵜ/Tagmuḍant)(アラビア語：الجهة الشرقية)(フランス語：Oriental)は、モロッコ北東部の地方。
面積は90127km2、2014年の人口は約231.4万人。
。首府はウジダ。

## 言語
- ベルベル語：全域
- リーフ語：北部
- 中東アトラス・ベルベル語（英語版）：南東部
- 南オラン・フィグイグ語：南西部
- アラビア語モロッコ方言：中部

## 語源
フランス語で「東部」を意味する「Oriental」が語源。
「ⵜⴰⴳⵎⵓⴹⴰⵏⵜ」はベルベル語で同様に「東部」を意味する。

## 地理
モロッコ北東部に位置し、北は地中海に面する。
- 北：メリリャ(スペインの飛び地)
- 東～南：アルジェリアのトレムセン県、ナーマ県、ベシャール県
- 南西：ドラア＝タフィラルト地方
- 西：フェズ＝メクネス地方
- 北西：タンジェ＝テトゥアン＝アル・ホセイマ地方

に接する。

## 行政区画

オリアンタル地方の県

- ベルカンヌ州（英語版）
- ドリオウチュ州（英語版）
- フィギグ州（英語版）
- ゲルシフ州（英語版）
- ジェラダ州（英語版）
- ナドール州（英語版）
- ウジダ＝アンガ県（英語版）
- タウリル州（英語版）

## 都市
人口が10万人以上の都市は4つである。
- ウジダ：49.4万人(首府)
- ナドール：16.2万人
- ベルカンヌ（英語版）：10.9万人
- タウリル（英語版）：10.3万人